# جونگ لیا
جونگ لیا (انگلیسی: Jung Lea؛ زادهٔ ۵ ژانویهٔ ۲۰۰۰) خواننده، یوتیوبر، بازیگر، مدل و تیک‌تاکر است. وی از سال ۲۰۱۷ میلادی تاکنون مشغول فعالیت بوده است.